# 第7空軍 (アメリカ軍)
第7空軍（U.S. Seventh Air Force）はアメリカ空軍における航空軍の一つ。太平洋空軍傘下の部隊であり、在韓米軍を構成している。アメリカ軍としての任務のほか、韓国駐留国連軍として、韓国の防衛にも責任を持つ。司令官職は中将が充てられるポストであり、第7空軍司令官は在韓米軍副司令官を兼ねる。

## 歴史
1940年11月1日にアメリカ陸軍航空隊のハワイ航空軍(Hawaiian Air Force)として設立された。1942年9月18日に第7空軍に改称されている。第二次世界大戦前半においては、ハワイ諸島を中心とした中部太平洋域の防衛が主任務であった。日本軍根拠地との距離があったために主に戦力増強に努め、本格的な戦闘参加は戦争末期に、部隊が沖縄や硫黄島に展開してからの事となった。
戦争後、1946年にハワイに帰還し、1947年には太平洋航空軍団(Pacific Air Command)に改編、主要軍団となったものの、1949年に編成解除された。
1955年から一時復帰編成されたものの、1957年に再び編成解除され、ベトナム戦争の影響で1966年に復帰編成されることとなる。ベトナム戦争では南ベトナムのタン・ソン・ニュット空軍基地に展開、タイ王国に展開した第13空軍とともにアメリカ空軍の主戦力となった。アメリカ軍のベトナムからの撤退が開始されると、1973年に司令部はタイ王国に移動した。その後、戦後の戦力整理により1975年に第7空軍は解隊された。
1986年に第5空軍第314航空師団からの改編により第7空軍は韓国駐留部隊として再編された。その後、2017年現在も、韓国に駐留している。

## 主要基地
- 烏山（オサン）空軍基地：京畿道烏山市
- 群山（クンサン）空軍基地：全羅北道群山市

## 主要部隊
- 第51戦闘航空団：烏山空軍基地。F-16およびA-10装備。
- 第8戦闘航空団：群山空軍基地。F-16装備。

## 部隊系譜
- 1940年10月19日：ハワイ航空軍(Hawaiian Air Force)設立
- 1940年11月 1日：実働開始
- 1942年 2月 5日：7空軍(7 Air Force)に改編
- 1942年 9月18日：第7空軍(Seventh Air Force)に改編
- 1947年12月15日：太平洋航空軍団(Pacific Air Command)に改編、主要軍団レベルに格上げ
- 1949年 7月 1日：休止
- 1954年12月10日：第7空軍(Seventh Air Force)として再編成
- 1955年 1月 5日：実働開始
- 1957年 7月 1日：編成解除
- 1966年 5月28日：復帰編成
- 1975年 7月30日：編成解除
- 1986年 9月 8日：復帰編成